# Gandajika
Gandajika – miasto w Demokratycznej Republice Konga, w prowincji Lomami. Według danych szacunkowych na rok 2008 liczy 176 747 mieszkańców.